# Klintholm Havn

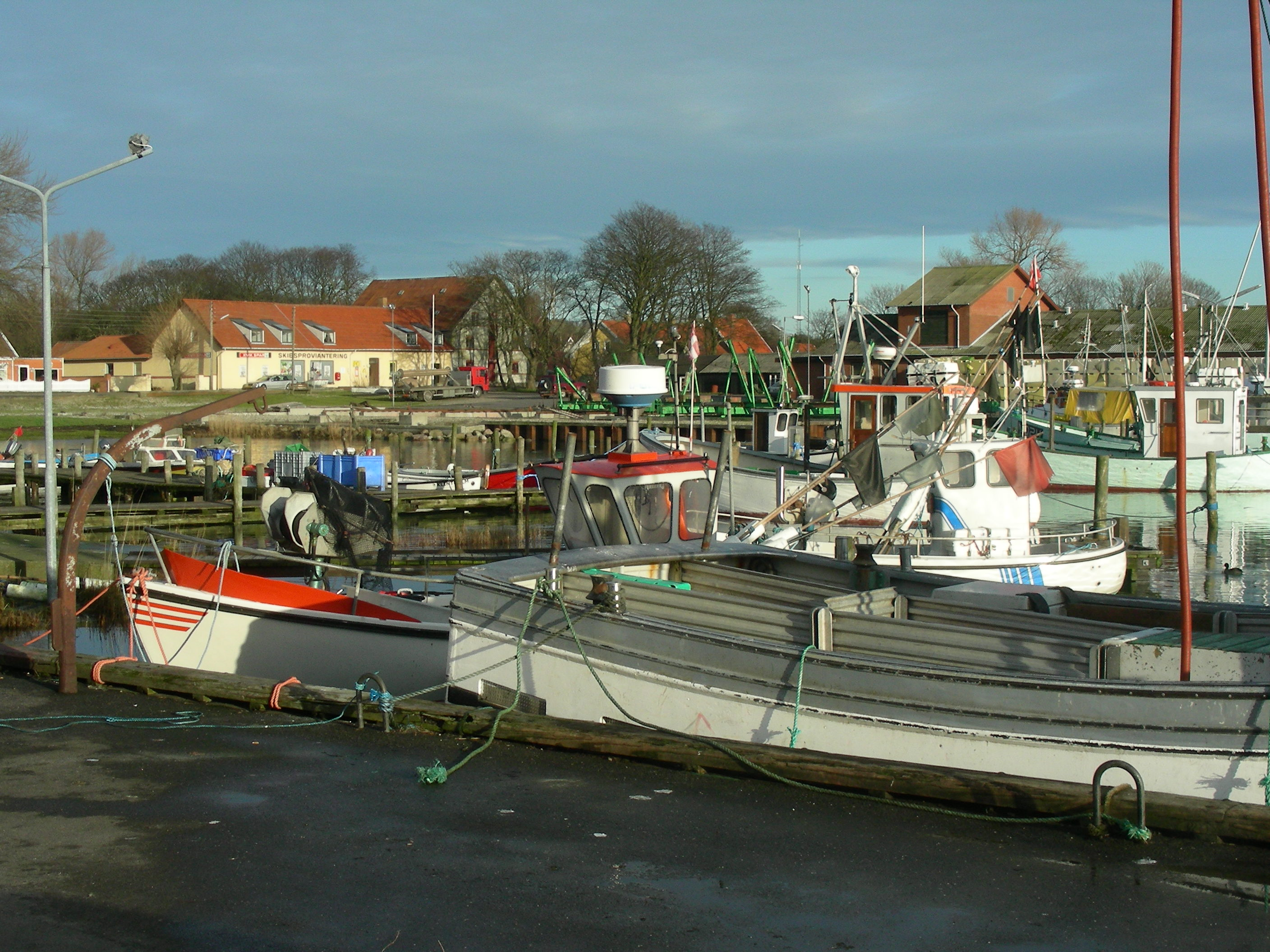
Fiskehamnen

Klintholm Havn är en dansk hamn och ort på Møns sydkust i Vordingborgs kommun i Region Syddanmark. Orten hade 201 invånare år 2012.
Hamnen byggdes som en privatägd hamn av Klintholm Gods 1878. Hamnen skulle fungera som utskeppningshamn för godset för bland annat krita. I hamnen byggdes lagerhus, byggnader för skeppshandel och en krog. År 1918 köptes hamnen av kommunen och bit för bit utvecklade fiskarbefolkningen själv hamnen med bland annat sliprar och auktionshall. Underhåll av de havsbaserade vindkraftverkparkerna Kriegers flak och Baltic 2 sker från Klintholm Havn.

## Klintholm Redningsstation
Klintholm Redningsstation inrättades 1918 av Det Bornholmske Redningsvæsen och försågs då med en motorräddningsbåt, men ingen raketapparat. Stationen är fortfarande i drift och är utrustad med den 10,78 meter långa FRB 20 København, en Marine Partner Alusafe Fast Rescue Boat och sedan 2022 en terränggående pickup av typ Ford Raptor. Stationen har åtta deltidsanställda sjöräddare och två i reserv.